# ベステン ダンク
「ベステン ダンク」は、高野寛の5枚目のシングル。

## 概要
前作の「虹の都へ」同様、「ベステン ダンク」「エーテル ダンス」いずれもMIZUNOのスキーウェア「ケルビンサーモ2」CMソングとして制作された。前作が大ヒットして高野の知名度が上がったこともあり、前作同様ヒットとなった。ジャケットは特殊リバーシブル仕様となっている。
曲名の「ベステン ダンク（Besten Dank）」は「どうもありがとう（Thank you very much）」を意味するドイツ語である。

## 制作
「ベステン ダンク」は元々はギターポップに近いアレンジであったが、トッド・ラングレンの弾いたキーボードのリフがメインとなり違う形となった。

## 収録曲
作詞・作曲・編曲：高野寛
1. ベステン ダンク
2. エーテル ダンス

## カバーしたアーティスト

### ベステン ダンク
- KREVA - 2011年シングル「挑め」に収録。
- 岸田繁（くるり） - 2014年トリビュート・アルバム『高野寛 ソングブック～TRIBUTE TO HIROSHI TAKANO～』に収録。
- おお雨（おおはた雄一・坂本美雨） - 2014年トリビュート・アルバム『高野寛 ソングブック～TRIBUTE TO HIROSHI TAKANO～』に収録。
- アイドルネッサンス - 2016年3月22日『アワー・ソングス』3曲目に収録

### エーテル ダンス
- ビューティフルハミングバード・宮内優里 - 2014年トリビュート・アルバム『高野寛 ソングブック～TRIBUTE TO HIROSHI TAKANO～』に収録。